# Universidad de Catania
La Universidad de Catania (en italiano: Università di Catania, en latín : «Siciliae Studium Generale», «Siculorum Gymnasium», «Studij Publici» o «Almo Studio»), fundada en 1434, es la universidad más antigua de Sicilia y la 13.º en Italia  con aproximadamente 62.000 estudiantes, e incluye un instituto superior para la enseñanza, la «Scuola Superiore di Catania».

## Historia delStudium Generale

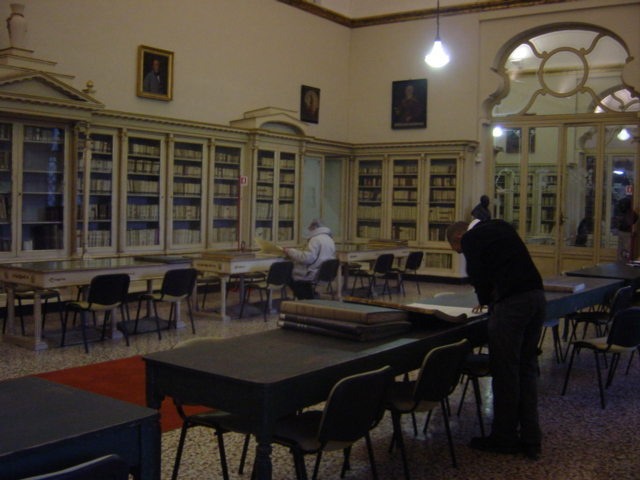
La biblioteca universitaria Ursino-Recupero, ubicada en el antiguo Monasterio de los benedictinos.

La universidad fue fundada el 19 de octubre de 1434. Promovida y sugerida por el siciliano Pietro Rizzari, que el 19 de octubre de 1434 envió una instancia fundacional al rey Alfonso V de Aragón a través del senado isleño.  La bula pontificia del papa Eugenio IV que autorizó la constitución se firmó el 18 de abril de 1444, autorizando a la universidad a enseñar teología especulativa, dogmática y moral, derecho civil, derecho canónico y feudal, instituciones romanas, medicina, cirugía, filosofía, lógica, matemática y artes liberales. Las primeras clases públicas tuvieron lugar un año después, en 1445, bajo el entonces virrey aragonés de Sicilia, Lope Ximénez de Urrea,

## Organización
El claustro actual está organizado en doce facultades:
- Agricultura
- Arquitectura con sede en Siracusa.
- Economía
- Farmacia
- Jurisprudencia
- Ingeniería
- Filosofía y letras
- Lengua y literatura extranjera
- Medicina y Cirugía
- Ciencias de la educación
- Ciencias matemáticas, físicas y naturales
- Ciencias políticas

### Investigación
Las facultades se subdividen en 49 departamentos, incluyendo varios centros de investigación:
- Centro de arqueología cretense.
- Centro de documentación y estudios sobre las organizaciones complejas y los sistema locales.
- Centro de investigación de justicia de menores y familia.
- Centro de investigación sobre la causas de degradación de los monumentos y bienes culturales.
- Centro de microscopia electrónica.
- Centro interdisciplinario para los problemas aplicados a la investigación informática.
- Centro universitario para la innovación tecnológica en el estudio de los sistemas sociolingüísticos territoriales del área euromediterránea.
- Centro universitario para tutela y gestión de los ambientes naturales y los ecosistemas agrarios.
- Tecnología informática y multimedial aplicada al derecho.

## Graduados honorarios
| Wim Wenders                      | Arquitectura               | 2010 |
| Emanuele Macaluso                | Historia Contemporánea     | 2010 |
| Francesco Bellavista Caltagirone | Administración pública     | 2009 |
| Nader G. Abraham                 | Farmacia                   | 2009 |
| Bernard Roy                      | Economía                   | 2009 |
| Claus Rolfs                      | Física                     | 2008 |
| Margaret Foti                    | Medicina y Cirugía         | 2008 |
| Aldo Clementi                    | Filología Moderna          | 2008 |
| Robert Ruffolo                   | Computación                | 2007 |
| Jakob Kellenberger               | Políticas                  | 2006 |
| Arvid Carlsson                   | Medicina                   | 2005 |
| David Thomas Clark               | Ingeniería Mecánica        | 2005 |
| Albert Bandura                   | Ciencias de la Educación   | 2004 |
| Salvatore Castorina              | Ingeniería Eléctrica       | 2003 |
| Norman March                     | Física                     | 2003 |
| Antonio Fazio                    | Filosofía                  | 2002 |
| Leon Chua                        | Ingeniería                 | 2000 |
| Giuseppe Bonaviri                | Artes                      | 1999 |
| Volker Sellin                    | Artes                      | 1999 |
| Maurice Aymard                   | Artes                      | 1999 |
| Giancarlo De Carlo               | Artes                      | 1999 |
| Pasquale Pistorio                | Económicas y Empresariales | 1999 |